# Ojibway

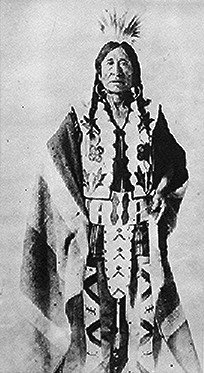
Il capo Rocky Boy (Stone Child)

Gli ojibwe (in sillabario ᐅᒋᐺ; anche indicati come ojibwa e ojibway) sono una popolazione di nativi americani anishinaabeg appartenente al gruppo linguistico algonchino. Il loro territorio originale, chiamato Ojibwewaki (ᐅᒋᐺᐘᑭ) si estendeva nella regione dei Grandi Laghi, occupando la parte settentrionale delle Grandi Pianure fino alle regioni subartiche, a cavallo fra gli odierni Stati Uniti e Canada. chiamati impropriamente dai bianchi Chippewa. Erano cacciatori, raccoglitori di riso selvatico (il loro cibo principale) e coltivatori di mais.

## Origine del nome
Il termine ojibwe è l'esonimo generalmente impiegato in Canada per un sottogruppo specifico di anishinaabeg, ma dal tardo XX secolo vari membri della comunità hanno iniziato ad autoidentificarsi col termine generale anishinaabe(-g). La variante chippewa è utilizzata prevalentemente negli Stati Uniti.
L'etimologia del nome ojibwe non è del tutto chiara, fra le teorie più affermate troviamo:
- ojiibwabwe (/o/ + /jiibw/ + /abwe/), lett. "coloro che arrostiscono fino a fare raggrinzire", in riferimento all'abitudine di trattare col fuoco il cuoio dei mocassini per renderli impermeabili.
- ozhibii'iwe (/o/ + /zhibii'/ + /iwe/), lett. "coloro che preservano tracce [di una visione]", in riferimento alla scrittura pittoriale usata durante riti sacri.
- ojiibwe (/o/ + /jiib/ + /we/), lett. "coloro che parlano rigidamente" o "coloro che balbettano", esonimo impiegato dai cree per le differenze fra la loro lingua e quella degli ojibwe (analogamente a barbaro).

## Storia

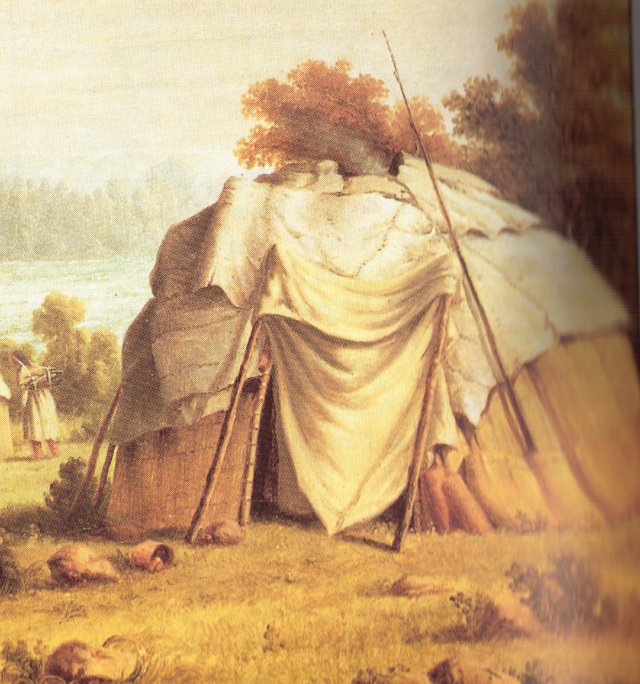
Un wigwam (1846)

L'abitazione degli Ojibwa era il wigwam, una casetta creata da pali di legno ripiegati ad arco e ricoperti con legno o corteccia, pellami o stuoie intrecciate. Spesso erano presenti anche dei pali esterni per aiutare a mantenere ferme le stuoie. Queste in estate potevano venire arrotolate verso l'alto in modo che l'aria potesse circolare e rinfrescare l'interno. Tutte le case avevano aperture per la porta e in alto per lasciar fuoriuscire il fumo del fuoco.
Gli Ojibway davano molta importanza agli sciamani, perché potevano fondare le società segrete, un tipo di organizzazione per loro molto importante. Gli Ojibwa usavano incidere su scorze d'albero pitture rappresentanti i fatti notevoli, le cerimonie praticate e le gesta del loro eroe culturale, Manabozho (Coniglio Grande).
Praticavano la magia omeopatica che consisteva nel procurare danni al nemico, infilzando, con una freccia o con qualche altro attrezzo puntuto, una sua immagine rappresentativa costruita con il legno, in modo da trasmettergli contemporaneamente un dolore lancinante nell'organo colpito, oppure provocare la morte della vittima, bruciando o seppellendo la statuina; tutti questi riti erano accompagnati dalla enunciazione di formule magiche. Gli sciamani esercitavano, a beneficio della tribù, il controllo sui fenomeni atmosferici e sugli astri. Gli Ojibway erano convinti che l'eclissi fosse il segnale di esaurimento della vita del sole, quindi, durante questo evento, lanciavano in cielo frecce colorate con la speranza di riaccendere la fiamma della stella.
Divennero conosciuti in Europa grazie ad alcuni scritti e racconti dei loro capi, tradotti in inglese dai giornali americani tra il 1860 e il 1875. Durante le guerre indiane furono alleati dei Francesi e barattarono con essi pelli di castoro e di altri animali contro armi da fuoco che usavano per sospingere i Sioux verso Ovest. Gli Ojibway presero parte all'insurrezione di Pontiac negli ultimi anni del XVIII secolo. Alcuni di loro si stanziarono più ad ovest dei Grandi Laghi, affiancandosi ai Cree, anch'essi di lingua algonchina, e diventando noti con il nome di Saulteaux; altri ancora si spostarono più direttamente nelle Grandi Pianure dove furono chiamati con il nome di Bungee. I circa 80.000 sopravvissuti vivono prevalentemente nelle riserve degli Stati del Minnesota, del Wisconsin, del Dakota, del Michigan, del Canada.